# Raffaele Pucino
Raffaele Pucino (* 3. Mai 1991 in Caserta, Italien) ist ein italienischer Fußballspieler.

## Karriere
Von 2009 bis 2011 spielte Pucino für die US Alessandria Calcio und absolvierte 43 Partien. Danach spielte er zwei Jahre für die AS Varese 1910, bei der er in 66 Spielen drei Tore erzielte. Seit 2013 spielt er in der Serie A für die US Sassuolo Calcio.